# Tukarak Island
Tukarak Island ist eine unbewohnte Insel der Belcherinseln in der Hudson Bay.
Die Insel hat eine Fläche von 349 km² und ist die zweitgrößte der Inselgruppe.
Weitere Inseln in der unmittelbaren Nähe sind: Bradbury Island, Dove Island, Nero Island und Karlay Island. 
Politisch gehört die Insel zur Qikiqtaaluk-Region des kanadischen Territoriums Nunavut.